# 康纳·克鲁斯·奥布赖恩
康纳·克鲁斯·奥布赖恩（1917年11月3日—2008年12月18日）是一位爱尔兰政治人物、作家、历史学家和学者。1970年代至1980年代，他对于英国在北爱尔兰扮演的角色的看法常有反复，他通常承认两种不可调和的传统的价值。奥布赖恩观点激烈，先开始是左翼，后变为右翼；他关心南非的进展，在晚年采取了亲以色列的立场。